# Enrique Roldán
Enrique Roldán (fl. XX secolo) è stato un arbitro di calcio argentino.

## Carriera
Nel Concurso Estímulo 1929 scese in campo alla 11ª giornata del gruppo "Dispari", il 24 novembre, in occasione di Atlanta-Estudiantes Buenos Aires, debuttando così im massima serie. In quell'incontro si effettuò una sostituzione (ancorché non fossero ancora consentite dal regolamento ufficiale), in quanto il portiere dell'Atlanta Lombardo si infortunò; il capitano dell'Estudiantes acconsentì a farlo rimpiazzare con Jaime Martínez, la riserva. Nella Primera División 1930 il primo incontro da lui diretto fu Argentinos Juniors-Colegiales, il 1º giugno 1930. Prese parte, poi, alla Primera División 1931, la prima edizione professionistica del campionato argentino, organizzata dalla Liga Argentina de Football. In tale competizione debuttò il 28 giugno 1931, al 5º turno, arbitrando Vélez Sarsfield-Argentinos Juniors: al termine del torneo contò 8 presenze. Continuò l'attività a livello nazionale almeno fino al 1932.